# Ludwik Teodor Płosajkiewicz
Ludwik Teodor Płosajkiewicz (ur. 2 sierpnia 1859 w Mnichu, zm. 5 kwietnia 1926 w Warszawie) – polski kompozytor, dyrygent i pedagog muzyczny.

## Życiorys
Urodził się 2 sierpnia 1859 w Mnichu. W 1877 ukończył seminarium muzyczne, następnie uczył się gry na fortepianie i harmonii pod okiem Jana Kleczyńskiego, równolegle ucząc muzyki w Zduńskiej Woli. W 1891 przeniósł się na stałe do Warszawy, z którą pozostał związany przez resztę życia. Wstąpił do konserwatorium Zygmunta Noskowskiego, które ukończył w 1896. W Warszawie uczył śpiewu i muzyki, pracował także jako dyrygent orkiestr szkolnych, prowadził także chóry m.in. Warszawskiego Towarzystwa Cyklistów oraz chór dziecięcy Towarzystwa Muzycznego Orpheon. U schyłku życia zajmował się także opracowywaniem zbiorów Warszawskiego Towarzystwa Muzycznego.
Spuścizna Płosajkiewicza obejmuje szerokie spektrum utworów, m.in. wiele pieśni solowych, kolędy, wariacje na kwartet smyczkowy i orkiestrę, sonaty fortepianowe i skrzypcowe, trzy opery dziecięce (w tym Baśń Wigilijna do słów Or-Ota), suity fortepianowe oraz mszę łacińską na czterogłosowy chór. Niektóre z pieśni wydawał drukiem pod pseudonimem Skald.
Zmarł 5 kwietnia 1926 w Warszawie, pochowany na Cmentarzu Powązkowskim.